# Filip Eeckhout
Filip Eeckhout (Aalst, 10 april 1979) is een Belgische atleet, die gespecialiseerd is in het kogelstoten en het discuswerpen. Hij veroverde drie Belgische titels.

## Biografie
Eeckhout werd in 2000 voor het eerst Belgisch kampioen kogelstoten. In 2002 veroverde hij zowel indoor als outdoor de Belgische titel. In het discuswerpen haalde hij enkele medailles op Belgische kampioenschappen. 
Eeckhout was aangesloten bij Vita en stapte over naar Vlierzele Sportief. Hij is ook actief als coach.

## Belgische kampioenschappen
Outdoor
| Onderdeel   | Jaar       |
| ----------- | ---------- |
| kogelstoten | 2000, 2002 |

Indoor
| Onderdeel   | Jaar |
| ----------- | ---- |
| kogelstoten | 2002 |

## Persoonlijke records
Outdoor
| Onderdeel   | Prestatie | Datum           | Plaats  |
| ----------- | --------- | --------------- | ------- |
| kogelstoten | 17,29 m   | 5 augustus 2007 | Brussel |

Indoor
| Onderdeel   | Prestatie | Datum           | Plaats |
| ----------- | --------- | --------------- | ------ |
| kogelstoten | 17,03 m   | 25 januari 2009 | Gent   |

## Palmares

### kogelstoten
- 2000:  BK indoor AC – 15,39 m
- 2000:  BK AC – 15,73 m
- 2001:  BK indoor AC – 16,13 m
- 2001:  BK AC – 15,51 m
- 2002:  BK indoor AC – 16,29 m
- 2002:  BK AC – 15,75 m
- 2003:  BK indoor AC – 16,45 m
- 2003:  BK AC – 16,41 m
- 2004:  BK indoor AC – 16,40 m
- 2005:  BK indoor AC – 16,39 m
- 2006:  BK indoor AC – 16,92 m
- 2006:  BK AC – 16,19 m
- 2007:  BK indoor AC – 16,52 m
- 2007:  BK AC – 17,29 m
- 2008:  BK indoor AC – 16,34 m
- 2008:  BK AC – 16,62 m
- 2009:  BK indoor AC – 16,61 m
- 2009:  BK AC – 16,16 m
- 2010:  BK indoor AC – 16,32 m
- 2013:  BK indoor AC – 15,76 m
- 2014:  BK indoor AC – 16,09 m
- 2016:  BK indoor AC – 15,58 m
- 2017:  BK indoor AC – 15,67 m

### discuswerpen
- 2002:  BK AC – 45,33 m
- 2003:  BK AC – 46,57 m
- 2006:  BK AC – 48,40 m
- 2007:  BK AC – 45,97 m